# Knute Johnsgaard
Knute Johnsgaard, född 5 december 1992, är en kanadensisk längdskidåkare som debuterade i världscupen den 16 december 2012 i Canmore, Kanada. Hans första pallplats i världscupen kom i stafett den 22 januari 2017 i Ulricehamn, Sverige.